# Enterrías
Enterrías es una localidad perteneciente al municipio de Vega de Liébana (Cantabria, España). Está situado a 733 metros de altitud. Dista tres kilómetros de la capital municipal, La Vega. En 2019 tenía una población de 8 habitantes (INE).
En este solano pueblo se pueden realizar excursiones a Pico Jano, al Pantano de Enterrías, o visitar el Primer Museo Privado de Cantabria que es La Casa de las Doñas, abierto en 2011, donde podrás viajar al pasado en un recorrido por los más de 400 m de Hacienda. 
En la Sacristía de la iglesia de El Salvador, se pueden observar dos interesantísimas celosías prerrománicas previas al monasterio de San Pedro de Montero, que se hallaba en la zona, actualmente desaparecido. Como dato importante, comentar que una de ellas se encuentra firmada por su escultor: Anterior, que sería el nombre del primer artista conocido en la actual Cantabria. Se lee "Anterius me fecit" en tipografía visigótica mayúscula.
Las fiestas patronales de la localidad, El Salvador, se celebran el día 6 de agosto.